# Laophontodes
Laophontodes is een geslacht van eenoogkreeftjes uit de familie van de Ancorabolidae. De wetenschappelijke naam van het geslacht werd voor het eerst geldig gepubliceerd in 1894 door Scott.

## Soorten
- Laophontodes antarcticus Brady, 1918
- Laophontodes georgei Lee & Huys, 2019
- Laophontodes gertraudae George, 2018
- Laophontodes macclintocki Schizas & Shirley, 1994
- Laophontodes monsmaris George, 2018
- Laophontodes mourois Arroyo, George, Benito & Maldonado, 2003
- Laophontodes sabinegeorgeae George & Gheerardyn, 2015
- Laophontodes sarsi George, 2018
- Laophontodes scottorum George, 2018
- Laophontodes spongiosus Schizas & Shirley, 1994
- Laophontodes typicus Scott T., 1894
- Laophontodes volkerlehmanskii George, Lehmanski & Kihara, 2020
- Laophontodes whitsoni Scott T., 1912

### Taxon inquirendum
- Laophontodes brevis Nicholls, 1944
- Laophontodes propinquus Brady, 1910

### Synoniemen
- Laophontodes armatus Lang, 1936 => Paralaophontodes armatus (Lang, 1936)
- Laophontodes bicornis Scott A., 1896 => Bicorniphontodes bicornis (Scott A., 1896)
- Laophontodes echinatus Brady, 1918 => Breviconia echinata (Brady, 1918)
- Laophontodes expansus Sars G.O., 1908 => Lobopleura expansa (Sars G.O., 1908)
- Laophontodes gracilipes Lang, 1936 => Rostrophontodes gracilipes (Lang, 1936) (Lee & Huys (2019)
- Laophontodes hamatus (Thomson G.M., 1883) => Bicorniphontodes hamatus (Thomson G.M., 1883)
- Laophontodes hedgpethi Lang, 1965 => Paralaophontodes hedgpethi (Lang, 1965)
- Laophontodes horstgeorgei George & Gheerardyn, 2015 => Bicorniphontodes horsthgeorgei (George & Gheerardyn, 2015)
- Laophontodes latissimus Brady, 1918 => Calypsophontodes latissima (Brady, 1918)
- Laophontodes macropodia Gee & Fleeger, 1986 => Calypsophontodes macropodia (Gee & Fleeger, 1986)
- Laophontodes multispinatus Kornev & Chertoprud, 2008 => Lobopleura multispinata (Kornev & Chertoprud, 2008)
- Laophontodes norvegicus George, 2018 => Laophontodes georgei Lee & Huys, 2019
- Laophontodes ornatus Krishnaswamy, 1957 => Bicorniphontodes ornatus (Krishnaswamy, 1957)
- Laophontodes psammophilus Soyer, 1975 => Paralaophontodes psammophilus (Soyer, 1975)
- Laophontodes robustus Bozic, 1964 => Paralaophontodes robustus (Bozic, 1964)
- Laophontodes willeyi Bozic, 1964 => Paralaophontodes echinatus (Willey, 1930)